# Dukla Trenčín Merida/Saison 2010
Dieser Artikel listet Erfolge und Mannschaft des Radsportteams Dukla Trenčín Merida in der Saison 2010 auf.

## Erfolge beim UCI Continental Circuits
Bei den Rennen des UCI Continental Circuits gelangen dem Team nachstehende Erfolge.
| Datum     | Rennen                               | Kat. | Sieger      |
| 29. März  | 4. Etappe Vuelta Ciclista al Uruguay | 2.2  | Matej Jurčo |
| 30. April | 2. Etappe The Paths of King Nikola   | 2.2  | Maroš Kováč |

## Zugänge – Abgänge
| Zugänge          | Team 2009                    | Abgänge                  | Team 2010      |
| ---------------- | ---------------------------- | ------------------------ | -------------- |
| Ján Valach       | Elk Haus                     | Peter Sagan              | Liquigas-Doimo |
| Matej Jurčo      | Team Milram (2008)           | Marek Bozik              | Unbekannt      |
| Róbert Nagy      | Sky Plastic-Kruschitz (2005) | Pavol Krizan             | Unbekannt      |
| Tomáš Azaltovič  | Neoprofi                     | Michal Procner           | Unbekannt      |
| Miroslav Hrbáček | Neoprofi                     | Jozef Žabka              | Unbekannt      |
| Boris Marek      | Neoprofi                     | Branislav Zachar         | Unbekannt      |
|                  |                              | Juraj Sagan (bis 31.07.) | Liquigas-Doimo |
|                  |                              | Ján Valach (bis 31.07.)  | Karriereende   |

## Mannschaft
| Name             | Geburtstag         | Nationalität |
| ---------------- | ------------------ | ------------ |
| Tomáš Azaltovič  | 5. Februar 1991    | Slowakei     |
| Miroslav Hrbáček | 6. Dezember 1990   | Slowakei     |
| Matej Jurčo      | 8. August 1984     | Slowakei     |
| Maroš Kováč      | 11. April 1977     | Slowakei     |
| Martin Mahdar    | 31. Juli 1989      | Slowakei     |
| Boris Marek      | 17. Januar 1991    | Slowakei     |
| Róbert Nagy      | 4. November 1972   | Slowakei     |
| Pavol Polievka   | 6. Januar 1969     | Slowakei     |
| Milan Rovnak     | 8. Mai 1990        | Slowakei     |
| Ján Šipeky       | 2. Januar 1973     | Slowakei     |
| Patrik Tybor     | 16. September 1987 | Slowakei     |
| Matej Vyšňa      | 8. Juli 1988       | Slowakei     |